# Hans van Horck

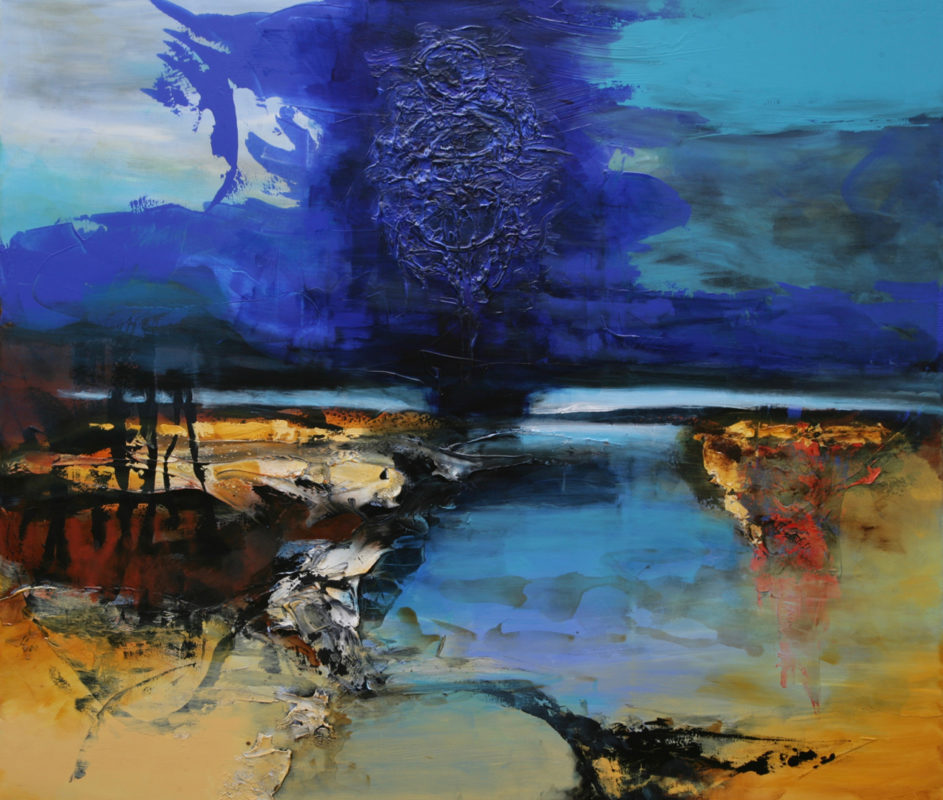
Cold Crossing (2016)

Hans van Horck (Tegelen, 1952) is een Nederlandse beeldhouwer, lithograaf en kunstschilder werkzaam in Amersfoort. 

## Leven en werk
Als Hans van Horck als tiener voor een grote drukkerij werkt, ontstaat zijn interesse voor gedrukte kunst. Hij blijkt talent te hebben voor het ontwerpen van posters. Dit is voor hem aanleiding om te kiezen voor een opleiding aan de Academie voor Industriële Vormgeving in Eindhoven. 
Om zijn creativiteit verder te ontwikkelen verhuist Hans op achttienjarige leeftijd naar Zwitserland. Daar was op dat moment de grafische en toegepaste vormgeving verder ontwikkeld dan in Nederland en dat gaf Hans van Horck de inspiratie voor zijn verdere ontwikkeling als hedendaags kunstenaar.
Hans van Horck begint zijn artistieke loopbaan als aquarellist en schildert portretten en vrouwelijk naakt. Zijn echtgenote Anita Duijf staat vaak model voor zijn werk. In de loop van de tijd wordt het werk steeds abstracter en expressiever. Aquarelleren wordt verruild voor het werken met (acryl)verf. Hiermee worden grote hoeveelheden op het doek verwerkt, soms heel pasteus, soms vloeibaar met een verwijzing naar zijn eerdere aquarellen. De doeken liggen altijd plat wanneer de kunstenaar er aan werkt. Bijkomend voordeel is dat hij om het doek heen kan lopen en de compositie voortdurend van alle kanten kan beoordelen. 
De schilderijen en sculpturen van Hans van Horck zijn geïnspireerd door de mythologie van Europa, Azië, Afrika en Noord-Amerika. Zijn werken kennen een hoge mate van abstractie, maar zijn zelden volledig abstract. Zijn werk kent vaak symbolen uit oude culturen of figuratieve elementen uit de natuur of architectuur. Ook het vrouwelijk naakt komt nog zo nu en dan voor in zijn werk.
Het maakt Van Horck niet uit of zijn werk wordt bestempeld als lyrisch-abstract, abstract-figuratief of anderszins. Als belangrijke inspiratiebronnen noemt hij onder anderen Gerhard Richter en Caspar David Friedrich.
Hans van Horck signeert zijn werk met 'vanhorck'. Dit om verwarring met generatiegenoot en beeldend kunstenaar Hans van Hoek te voorkomen. ‘vanhorck’, bij voorkeur geschreven zonder hoofdletter vormt zijn handelsmerk waarmee hij in binnen- en buitenland bekendheid verwerft. Naast exposities in vele Europese steden is het werk van hem te zien in San Francisco, Miami, Chicago, Singapore en Hong Kong.
Hans van Horck woont en werkt sinds het eind van de 20e eeuw in Amersfoort. Zijn atelier, dat hij deelt met zijn echtgenote Anita Duijf, bevindt zich op de bovenste etage van Musiom in Amersfoort en maakt onderdeel uit van het museum.

## Werk in openbare collecties (selectie)
- Musiom, Amersfoort

## Exposities (selectie)
- Europian Cultural Centre, Palazzo Mora tijdens de Biënnale van Venetië, 2019
- Museum Jan van der Togt, Amstelveen
- Museum Koopmanshuis, Leusden
- Lineart, Gent
- Gallery Kass/meridian, Chicago
- The Art Gallery, Whistler
- Arte Milano, Milaan
- Art Asia, Hong Kong
- FIAC, Parijs
- TEFAF, Maastricht
- Centro recoleta, Buenos Aires
- Tresors, Singapore

- International Standard Name Identifier: 0000 0003 9430 0305
- Nederlandse Thesaurus van Auteursnamen: 074929100
- RKD-Nederlands Instituut voor Kunstgeschiedenis: 79396
- Virtual International Authority File: 288822985